# Goguette des Bergers de Syracuse

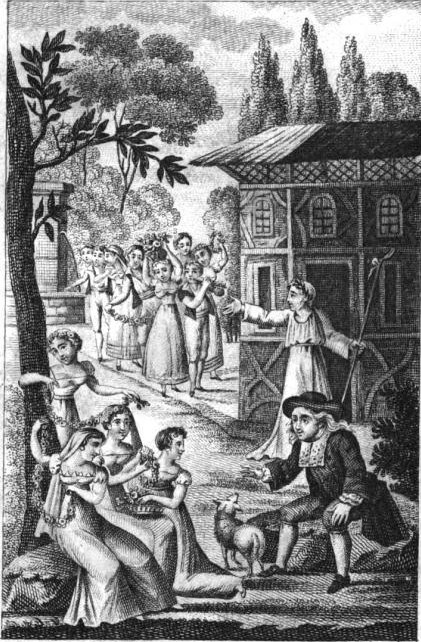
Illustration de la fête de la fondation des Bergers de Syracuse.

La goguette des Bergers de Syracuse est une société chantante, ou goguette, fondée le 11 Thermidor an XII (30 juillet 1804) à Ménilmontant, alors en dehors des barrières de Paris. Elle accepte aussi bien l'adhésion des hommes que des femmes, à condition qu'elles soient poètes ou musiciennes. Chaque membre de la société porte un nom de berger de la mythologie antique.

## Historique
Son fondateur est le poète Pierre Colau, dit le berger Sylvandre. Il en est le premier Grand Pasteur, c'est-à-dire président, et l'est encore en 1823. À l'ouverture de chaque séance est chantée son œuvre La Ronde des Bergers de Syracuse . Deux autres œuvres de Pierre Colau : La Nymphe Aréthuse aux bergers et Les bocages de Belleville paraissent par leur texte avoir été visiblement utilisées aux Bergers de Syracuse. Émile Debraux a également publié une « chansonnette » intitulée Les Bergers de Syracuse.
Des fragments du procès-verbal de la fête de fondation ont été publiés par Georges de Dubor dans un article paru dans la Revue Bleue en 1907. Il nous apprend aussi que l'article 34 du règlement de la goguette précise que « Tout berger qui oublie son flageolet aux séances paie vingt-cinq centimes d'amende. » Il s'agit d'un petit flageolet que les membres arborent comme signe distinctif pendu à leur boutonnière. 
L'existence de cette goguette est attestée jusqu’en 1846. De ses débuts à 1829 au moins, elle ne comptait que 20 membres. Par la suite ce nombre a augmenté. 

## Présentation de la goguette des Bergers de Syracuse
En 1825, cet « Avis de l'Éditeur » présentant les Bergers de Syracuse ouvre l'édition de La Musette du hameau – Chansonnier de la Société Lyrique des Bergers de Syracuse :
« La Société Lyrique des Bergers de Syracuse, fondée le 30 juillet 1804, se compose d'Amateurs de Poésie et de Musique ; son Président a le titre de Grand Pasteur ; elle a un Calendrier Pastoral et Mythologique ; les Mois y sont consacrés aux Muses et aux Nymphes, et les Saisons aux Fleurs, aux Amours, aux Jeux et aux Plaisirs. Elle se réunit le premier Mercredi de chaque mois, dans un lieu nommé, par fiction, le Hameau, et célèbre tous les ans à la campagne l'anniversaire de sa fondation par une fête pastorale dont les dames font l'ornement et reçoivent de la part des Administrateurs du Hameau, des compliments, des fleurs et des chansons : elles doivent être vêtues de blanc et décorées de rubans aux couleurs de leurs Bergers. »

## Témoignages postérieurs sur les Bergers de Syracuse

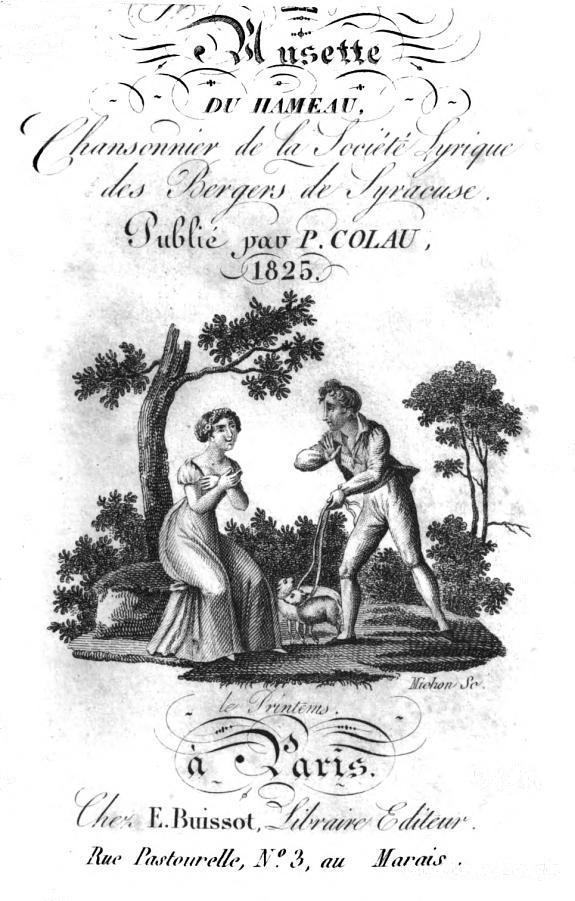
La Musette du Hameau, chansonnier de la Société lyrique des Bergers de Syracuse.

Gérard de Nerval assure avoir fait partie de cette goguette – sans doute vers 1830, date de l'insurrection polonaise – dans Promenades et souvenirs (1854), où il décrit sa visite à une goguette de Saint-Germain-en-Laye : 
« ... En passant dans la rue de l'Église, j'entendis chanter au fond d'un petit café. J'y voyais entrer beaucoup de monde et surtout des femmes. En traversant la boutique, je me trouvai dans une grande salle toute pavoisée de drapeaux et de guirlandes avec les insignes maçonniques et les inscriptions d'usage. J'ai fait partie autrefois des Joyeux et des Bergers de Syracuse ; je n'étais donc pas embarrassé de me présenter.
Le bureau était majestueusement établi sous un dais orné de draperies tricolores, et le président me fit le salut cordial qui se doit à un visiteur. Je me rappellerai toujours qu'aux Bergers de Syracuse, on ouvrait généralement la séance par ce toast : « Aux Polonais !... et à ces dames ! » Aujourd'hui, les Polonais sont un peu oubliés. »
Dans le recueil collectif Les Français peints par eux-mêmes (1841), le journaliste Louis-Agathe Berthaud donne une description de la société chantante vers 1839  : 
« Il y a environ deux ans que l’auteur de cet article fut introduit pour la première fois dans une goguette, aux Bergers de Syracuse. Il s’y trouvait, ce jour-là, une centaine de bergers et quinze à vingt bergères. Pas un geste, pas un mot mal à propos ne s’y fit remarquer, et la soirée s’écoula aussi paisiblement que dans le monde le plus élégant. C’étaient pourtant des ouvriers, pauvres braves gens que l’on dit si turbulents, si barbares encore... ; et tout cela, en vérité, ces hommes et ces femmes, avaient gardé entre eux, et malgré le vin et les chansons, une admirable réserve et une retenue vraiment décente !... »
Dans La Revue des deux Mondes, l'historien Charles Louandre témoigne en 1846 dans un article sur les sociétés littéraires et scientifiques que les Bergers de Syracuse existent toujours, même s'ils semblent alors considérés comme une curiosité d'un autre âge  :
« Parmi les sociétés purement littéraires, celles qui nous rapprochent le plus du passé ont une sorte de privilège d’âge, et doivent nous occuper d'abord. La Société lyrique des Bergers de Syracuse est une églogue vivante qui, sans aucun doute, eût attendri jusqu'aux larmes M. de Florian. Cette société, fondée en 1804, a pour emblème une houlette ; ses poètes n'y parlent jamais de leur lyre, mais de leur musette et de leurs pipeaux, et, quand la séance est ouverte, les qualifications prosaïques de la politesse moderne sont remplacées par les appellations quasi-virgilliennes d'aimable berger et d'aimable bergère. Estelle et Némorin auraient pu, on le voit, réclamer la présidence de cette académie pastorale, qui, à défaut d'autre mérite, a du moins l'avantage de prouver que les traditions naïves ne sont point complètement effacées parmi nous. »

## Sources
- Statuts de la société lyrique des Bergers de Syracuse, fondée le 11 thermidor an 12 (30 juillet 1804.), signés : le grand Pasteur Sylvandre (P. Colau). - Suivi d'un procès-verbal en prose de la fête de fondation, Paris, imprimerie de Nouzou, s. d., In-8°.
- Société lyrique des Bergers de Syracuse, fondée le 30 juillet 1804, par M. P. Colau. Règlement (1er novembre 1829.), Imprimerie de Guiraudet, Paris, s. d., In-8°.
- La Lyre française, choix de chansons... par Pierre Colau,..., Delavigne éditeur, Paris 1823, pages 228-237